# Отрицание смерти
«Отрицание смерти» — книга американского антрополога Эрнеста Беккера (англ. Ernest Becker, 1924—1974), впервые опубликованная в 1973 году. В 1974 году получила Пулитцеровскую премию в номинации «Публицистика».
В книге Беккер высказывает предположение, что значительная часть человеческой деятельности направлена на преодоление страха и тревоги, часто неосознанных, вызванных пониманием неизбежности собственной смерти. Книга базируется на работах Сёрена Кьеркегора и Отто Ранка. Автор подвергает сомнению некоторые положения теории Фрейда. Книга легла в основу выдвинутой в 1986 году теории управления страхом смерти.

## Содержание
Основная предпосылка книги, что человеческая цивилизация (в частности, культура) — многогранный психологический защитный механизм, направленный против парализующего осознания собственной конечности. Такая защита, в свою очередь, является эмоциональным и интеллектуальным ответом на инстинкт самосохранения.
Под отрицанием смерти подразумевается механизм избегания мыслей о ней, чтобы нормально функционировать, и неспособность воспринимать смерть в её физиологической и экзистенциальной полноте — например, табуизация откровенных изображений смерти (по аналогии с табуизацией порнографии), потеря сознания при виде крови. При отрицании смерть приобретает замещающие символические значения, которые являются эффективными иллюзиями для защиты от мыслей о ней.
Беккер утверждает, что двойственность человеческого состояния заключается в очевидном противоречии между ограничениями внешнего мира и индивидуальным стремлением к экспансии (биологической и символической). Механизмом преодоления дилеммы собственной конечности является Героизм — культурная конструкция и необходимая иллюзия, чтобы сохранить рассудок в мире всесокрушающих стихий.
Опираясь на личный или навязанный культурой «проект бессмертия», в котором индивид становится частью значимого или сакрального, человек начинает чувствовать собственный героизм и, следовательно, осознавать себя частью вечного — в противоположность своему телу, которое умрёт. Это даёт смысл жизни, цель, значение в космической системе вещей. Предполагается, что конфликты между глобальными проектами бессмертия (например, религиями) являются источниками войн, фанатизма, геноцида, расизма, национализма и так далее, так как проект бессмертия, который противоречит другому, косвенно говорит о его ложности, тем самым разрушая частную героическую систему мира.
Характер человека интерпретирован как комплекс невротических паттернов, служащих защите против мыслей о собственной тривиальности, физическом подобии другим людям, также контролю и табуизации собственной животной природы (выделительных и половых функций). Механизм работы характера основан на постоянном контроле соответствия общественным и внутренним нормам героизма. Из этой предпосылки психические заболевания проницательно экстраполированы как проблемы в личной системе героизма. Когда человек испытывает депрессию, его проект бессмертия находится под угрозой, человеку постоянно напоминается о его ничтожности. Шизофрения, на шаг тяжелее депрессии, возникает, когда проект бессмертия разваливается, что делает невозможным поддерживать достаточные защитные механизмы против мыслей о неизбежности собственной смерти; поэтому шизофреник должен создать свою собственную реальность, в которой он является значимым героем.
Беккер сомневается в успехе попыток науки (в частности, психотерапии) решить ключевую экзистенциальную проблему — Человеческое состояние. Книга утверждает, что людям жизненно необходимы убедительные иллюзии, которые позволят чувствовать себя героически в космической системе вещей, то есть бессмертными. Автор считает, что нет идеального решения, но одной из психологически приемлемых альтернатив является человек-творец. В данном аспекте интересен процесс осознанного выбора людьми творческого пути (автор цитирует работу Отто Ранка «Искусство и Художник. Исследования в области генезиса и развития творческого импульса»).